# Live at the Palace (álbum)
Live at the Palace es un álbum en vivo grabado por la banda Blind Melon en The Palace, Hollywood, el 11 de octubre de 1995. Es el cuarto álbum póstumo con la voz del excantante Shannon Hoon, grabado sólo diez días antes de su muerte.

## Lista de temas
1. "Galaxie"
2. "Toes Across the Floor"
3. "Tones of Home"
4. "Soup"
5. "Soak the Sin"
6. "Change"
7. "No Rain"
8. "Wilt"
9. "Vernie"
10. "Walk"
11. "Skinned"
12. "Time"

- Nota: El álbum vuelto a lanzar el 16 de octubre de 2006 con nuevos diseñor y la lista de temas correcta, ya que la del diseño original era errónea.

- Datos: Q3257027